# Akani Simbine
Akani Simbine (Kempton Park, 21 september 1993) is een Zuid-Afrikaans atleet, die gespecialiseerd is in de sprint. Hij nam tweemaal deel aan de Olympische Spelen en behaalde bij die gelegenheden twee keer een  finaleplaats. In 2019 behaalde hij in de lucratieve Diamond League de eindoverwinning in zijn discipline door in vijf meetings in totaal 25 punten te verzamelen.

## Biografie
Simbine trad voor het eerst voor het internationale voetlicht tijdens de universiade van 2013 in het Russische Kazan, waar hij op de 100 m doordrong tot de halve finale en op de 4 x 100 m estafette als lid van het Zuid-Afrikaanse viertal zevende werd in 45,82 s. Datzelfde jaar nam hij deel aan de wereldkampioenschappen in Moskou. Hij eindigde op de 100 m als zevende in zijn serie en 37e in totaal met een tijd van 10,38 s. Simbine studeerde destijds informatiekunde aan de Universiteit van Pretoria.
Een jaar later nam Simbine deel aan de Gemenebestspelen in Glasgow, waar hij op de 100 m de finale niet haalde. Op de 200 m deed hij dat wel en werd hij vijfde, waarna hij het toernooi afrondde met een vierde plaats als lid van de Zuid-Afrikaanse ploeg op de 4 x 100 m. Bij de Afrikaanse kampioenschappen dat jaar in Marrakesh haalde hij de finale, waarin hij als achtste finishte.
Op de universiade in 2015 evenaarde Simbine het Zuid-Afrikaans record met een tijd van 9,97. Op de Afrikaanse kampioenschappen in 2016 werd hij derde in een tijd van 10,05. Op 18 juli 2016 liep hij een nationaal record in Székesfehérvár: 9,89.
Op de Olympische Spelen van 2016 in Rio de Janeiro maakte Simbine zijn olympisch debuut. Hij haalde de finale van de 100 m en behaalde hier een vijfde plaats in 9,94. In 2021 nam Simbine een tweede maal deel aan de Olympische Spelen. In de finale van de 100 meter eindigde Simbine op de ondankbare 4e plaats. Samen met zijn landgenoten Clarence Munyai, Shaun Maswanganyi en Chederick van Wyk werd Simbine uitgeschakeld in de reeksen van de 4x100 meter.

## Titels
- Gemenebestkampioen 100 m - 2018
- Universitair kampioen 100 m - 2015
- Afrikaans kampioen 4 x 100 m - 2016
- Zuid-Afrikaans kampioen 100 m - 2015, 2017
- Zuid-Afrikaans kampioen 200 m - 2019

## Persoonlijke records
Outdoor
| Onderdeel | Prestatie                   | Datum        | Plaats         |
| --------- | --------------------------- | ------------ | -------------- |
| 100 m     | 9,84 (+1,2 m/s) (ex-AR, NR) | 6 juli 2021  | Székesfehérvár |
| 200 m     | 19,95 (+1,7 m/s)            | 4 maart 2017 | Pretoria       |

## Palmares

### 60 m
- 2025:  WK indoor - 6,54 s

### 100 m
- 2013: 7e in serie WK - 10,38 s (-0,3 m/s)
- 2015:  Zuid-Afrikaanse kamp. - 10,25 s (-2,1 m/s)
- 2015:  Universiade - 9,97 s (0,0 m/s)
- 2016:  Afrikaanse kamp. - 10,05 s (+2,4 m/s)
- 2016: 5e OS - 9,94 s (+0,2 m/s)
- 2017:  Zuid-Afrikaanse kamp. - 9,95 s (-0,7 m/s)
- 2017: 5e WK - 10,01 s (-0,8 m/s)
- 2018:  Gemenebestspelen - 10,03 s (+0,8 m/s)
- 2018:  Wereldbeker te Ostrava - 10,11 s (0,0 m/s)
- 2019: 4e WK - 9,93 s (+0,6 m/s)
- 2021: 5e OS - 9,93 s (+0,1 m/s) (in ½ fin. 9,90 s)
- 2022:  Afrikaanse kampioenschappen - 9,93 s
- 2022: 5e WK - 10,01 s

Diamond League-podiumplaatsen
- 2017:  Qatar Athletic Super Grand Prix - 9,99 s (-1,2 m/s)
- 2017:  Athletissima - 9,99 s (+0,2 m/s)
- 2017:  Herculis - 10,02 s (+0,7 m/s)
- 2017:   Diamond League - 20 p
- 2018:  Müller Anniversary Games - 9,94 s (+0,2 m/s)
- 2019:  Shanghai Golden Grand Prix - 9,95 s (+0,9 m/s)
- 2019:  Müller Anniversary Games - 9,93 s (+0,5 m/s)
- 2019:   Diamond League - 25 p
- 2020:  Golden Gala - 9,96 s
- 2021:  Herculis - 9,98 s
- 2021:  Golden Gala - 10,08 s (+1,2 m/s)
- 2022:  Bislett Games - 10,09 s
- 2022:  BAUHAUS-galan - 10,02 s

### 200 m
- 2014: 5e Gemenebestspelen - 20,37 s(+ 0,5 m/s)
- 2019:  Zuid-Afrikaanse kamp. - 20,27 s (-0,2 m/s)

### 4 x 100 m
- 2013: 7e Universiade - 45,82 s ( in serie 39,94 s)
- 2014: 4e Gemenebestspelen - 38,35 s
- 2015:  Universiade - 39,68 s
- 2016:  Afrikaanse kamp. - 38,84 s
- 2018:  Gemenebestspelen - 38,24 s (NR)
- 2019: 5e WK - 37,73 s
- 2021:  World Relays - 38,71
- 2021: DNF serie 1 OS

### 4 x 200 m
- 2019:  World Relays - 1.20,42